# Krommenie-Assendelft
Krommenie-Assendelft – stacja kolejowa położona pomiędzy Krommenie i Assendelft, w prowincji Holandia Północna, w Holandii. Stacja została otwarta w 1869.
| Kormmenie-Assendelft    |  |                            |
| Linia                   |  |                            |
| Uitgeestodległość: 5 km |  | Wormerveer odległość: 2 km |